# Pseudophichthys
Pseudophichthys is een monotypisch geslacht van straalvinnige vissen uit de familie van zeepalingen (Congridae). Het geslacht is voor het eerst wetenschappelijk beschreven in 1915 door Roule.

## Soort
- Pseudophichthys splendens (Lea, 1913)